# Sipke de Jong
Sipke de Jong (Snikzwaag, 9 oktober 1899 – Heerenveen, 17 april 1986) was een Nederlands kortebaanschaatser.

## Loopbaan
Op 5 januari 1924 deed hij mee aan de eerste kortebaanwedstrijd om het kampioenschap van Nederland op de Groote Wielen bij Rijperkerk. Boerenzoon Sipke moest tweemaal tegen elektricien Marten Slager, beide ritten eindigden onbeslist. De geschaatste tijd over de 160 meter was bepalend. Het tweetal was een seconde sneller dan de nummer drie Jan Baarda uit Blessum. De kanshebbers Ale Dikkerboom (Aldehaske), Jaap Slof (Joure) en A. Nauta uit Wartena waren ruim een seconde langzamer dan Slager en De Jong die beiden als tijdsnelsten doorgingen naar de finalegroep. Daarin eindigden Dikkerboom, Slof en Nauta als de nummer drie, vier en vijf. In de finalerit lieten De Jong en Slager voor de derde maal dezelfde tijd afdrukken: 15,5 seconde. Het reglement van de kampioenswedstrijden was nog in de maak en voorzag niet in dit scenario. Marten Slager en Sipke de Jong weigerden nogmaals te rijden, ze wilden niet het risico lopen dat er een vierde keer kamp werd gereden. Hierdoor was er aan het eind van de middag geen kampioen. Voorzitter Hendrik Oostenbrug van ijsvereniging Ryptsjerk besloot na de woorden "It hat moai west sa" aan beide schaatsers de eerste prijs te geven: een gouden medaille plus f 25,-. Door de ijsbond werd echter besloten geen officiële winnaar uit te roepen. Het betekende dat twee jaar later, op 22 januari 1926, Thijs Klompmaker zich de eerste officiële nationale kortebaankampioen mocht noemen.
Sipke was de een na oudste zoon uit een gezin van zes hardrijders. Hij had vier broers en een zusje die allen met schaatsprijzen thuis kwamen. Zijn jongere broer Jolle de Jong zou in 1929 en 1930 de eerste officiële Nederlands kampioen kortebaan worden. Boerenzoon Sipke won 36 eerste prijzen, 9 tweede en 6 derde prijzen. Hij verhuisde later van Snikzwaag naar een nieuw huis in Oranjewoud. Opvallend is dat dit nieuwe huis werd geschilderd door Geert Regts, de latere Nederlands kampioen kortebaan van 1963. 